# Dialectos italianos

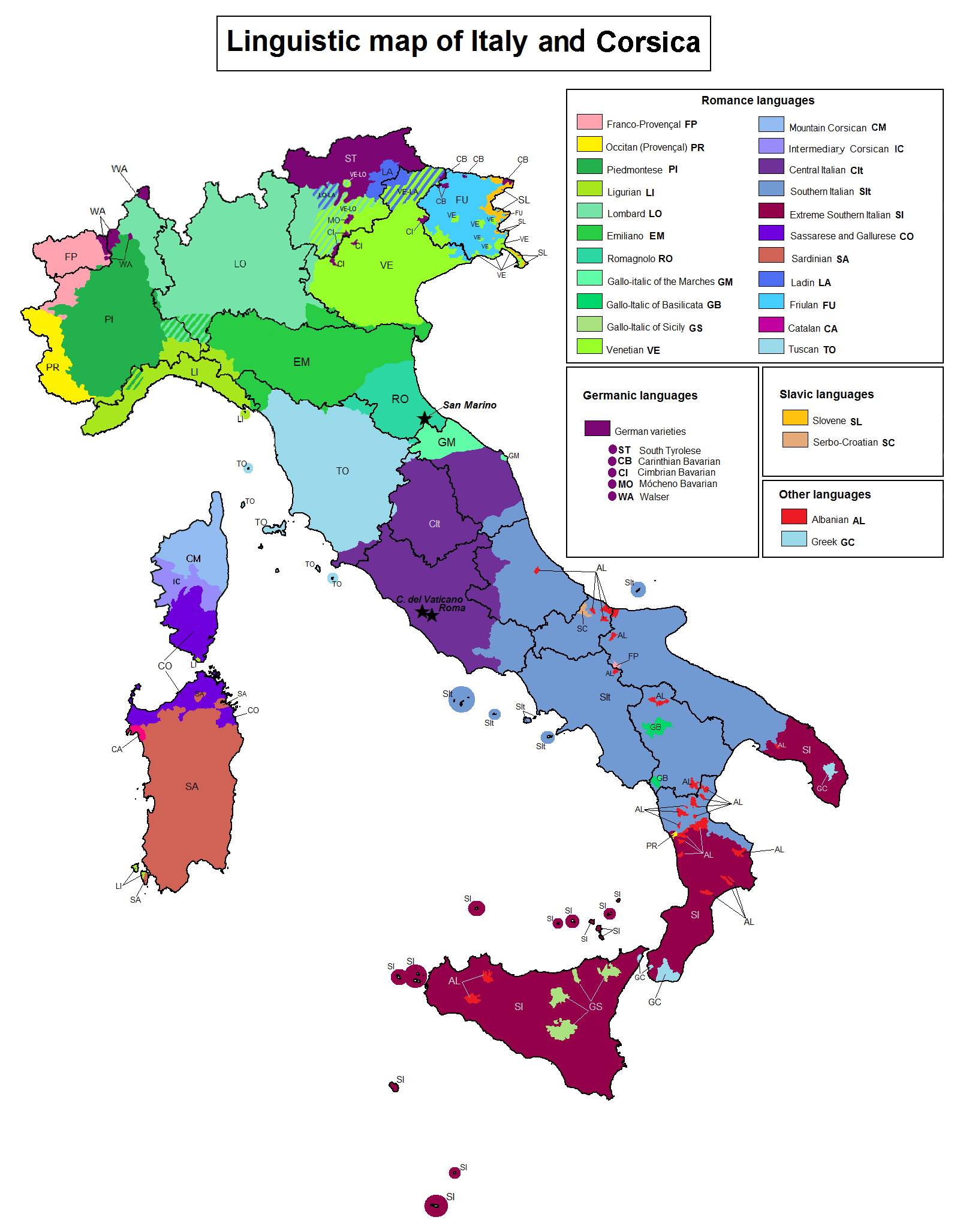
Mapa lingüístico de Italia y Córcega (Francia). Representa el conjuntos de las lenguas locales (o regionales) del país, dentro de las que existen dialectos.

Los dialectos italianos (no se deben confundir con las lenguas de Italia) son variedades regionales del idioma italiano, nombradas más a menudo y de manera más precisa como italiano regional. Los dialectos tienen características (las más importantes son las fonológicas y las léxicas) que han sido heredadas de las lenguas de sustrato. El toscano y el italiano central no se alejan mucho del italiano estándar por lo que a sus características lingüísticas respecta, debido a la historia de Italia, pues derivan de una forma culta del florentino.
Sin embargo, el habla tradicional de la Toscana se considera parte del conjunto de los dialectos italianos. Varios de los dialectos pueden considerarse idiomas independientes y, en algunos casos, constituyen distintas ramas del árbol genealógico de las lenguas romances.

## Origen de los dialectos italianos
Muchas de las regiones de Italia tenían ya diferentes sustratos lingüísticos antes de que los romanos expandieran el uso del latín por toda la península: el norte de Italia tenía un sustrato celta (esta parte de Italia, antes de que fuera anexada al territorio de la Italia romana, era conocida como «Galia Cisalpina»), un sustrato ligur y un sustrato venético. El centro de Italia tenía sustrato etrusco e itálico (del cual el mismo latín formaba parte); el sur de Italia sustrato itálico (osco, samnita y lucano, entre otros), yapigio y griego antiguo; Sicilia sustrato itálico autóctono (sículo estrechamente emparentado con el latín), griego antiguo y púnico; mientras que, Cerdeña, sustrato autóctono (paleosardo) y púnico.
Debido a la fragmentación política de Italia, entre la caída del Imperio romano de Occidente y la reunificación de 1861, así como por el dilema filosófico común a los intelectuales italianos a partir de la Edad Media y conocido como Questione della lingua, hubo una considerable diversificación dialectal, si bien las lenguas usadas para la comunicación escrita y la administración, en todos los antiguos Estados italianos preunitarios, fueron casi exclusivamente el latín (hasta el siglo XIII), el latín junto con el italiano (desde el siglo XIV hasta el XVI) y, desde la mitad del siglo XVI,
exclusivamente el italiano (con la única excepción de las clases científicas universitarias, las cuales siguieron siendo impartidas en latín hasta la segunda mitad del siglo XVIII, especialmente en algunos Estados italianos como el Reino de Nápoles, el  Reino de Sicilia y los Estados Pontificios).
Durante este largo periodo, la mayoría de la población autóctona de los antiguos Estados italianos hablaba sus propias lenguas y dialectos del grupo italorromance (en el centro y sur de Italia) y del grupo satélite del primero conocido como galoitálico (en el norte de Italia), o sea, las lenguas vernáculas locales; en cambio, las clases cultas, utilizaban la lengua latina y, a partir del siglo XIV, también la italiana (si bien repleta de términos latinos), adoptada ya en el siglo XV para la administración en algunas prestigiosas cancillerías del tiempo, como la del Ducado de Milán, de la República de Venecia, del Ducado de Ferrara, de la República de Génova, del Ducado de Urbino, del Gran Ducado de Toscana, del Ducado de Mantua, entre otras y, a partir del siglo XVI, para la administración en las cancillerías de todos los restantes Estados italianos, como el Reino de Nápoles, los Estados Pontificios, el Reino de Sicilia, el Ducado de Saboya, etc.
En aquella época, caracterizada también por la presencia de las comunas (o ciudades-estado italianas), sobre todo en el norte de Italia, «...veremos el dialecto toscano eclipsando a sus rivales, como el griego ático eclipsó a los dialectos rivales del griego antiguo y, al mismo tiempo, siendo propagado alrededor de las costas del Mediterráneo por mercaderes y constructores de imperios venecianos y genoveses». Como resultado, se desarrolló una estructura gramatical formal del italiano y empezaron a aparecer las primeras gramáticas y diccionarios italianos. En la misma época, sobre todo después de la reforma lingüística de Pietro Bembo, el italiano dejó de identificarse con el vulgar florentino y, gracias al alto nivel de su literatura, se impuso como una de las grandes lenguas de cultura en la Europa del tiempo. Su empuje cultural fue tan selecto y apreciado que se impuso como lengua escrita sobre todas las demás hablas que quedaron «...relegadas a su estricta condición de orales». Asimismo, mientras que los ciudadanos alfabetizados utilizaban, a partir de la edad moderna, el italiano y el latín para la comunicación escrita y como medio de expresión formal por parte de la burguesía y de los intelectuales, el pueblo no alfabetizado empleaba sus propios dialectos y lenguas para la comunicación oral y dentro de un ámbito exclusivamente local, familiar e informal.
En vísperas de la Unificación italiana, o sea, en la primera mitad del siglo XIX, Alessandro Manzoni, como todos los grandes escritores italianos de su tiempo (Vittorio Alfieri, Ugo Foscolo, Giacomo Leopardi, etc.), seguía utilizando una lengua italiana bastante conservadora y al mismo tiempo enriquecida de neologismos, pero que no se alejaba mucho del modelo toscano clásico. Esta misma forma de italiano fue adoptada como estandarización definitiva del idioma nacional y, todas la demás formas no estandarizadas de expresión oral autóctona (lenguas y dialectos), se convirtieron de repente en dialectos italianos (pero no del italiano). Por esta razón, hoy en día, también se sigue utilizando el término de "dialectos italianos", a pesar de que la mayoría de ellos no derivan del italiano, sino, de la misma forma que el italiano, del latín vulgar hablado en Italia. Un fenómeno parecido se produjo en Francia con uno de los dialectos de la lengua de oil, hablado en la Isla de Francia, que se convirtió en lengua nacional en el siglo XVI y, casi en la misma época, en España, con el español, hablado origiariamente en una área limitada de Castilla la Vieja. 
Los dialectos siguieron siendo un habla bastante común entre gran parte de la población italiana hasta finales de la Segunda Guerra Mundial. A partir de ese momento, el italiano estándar, aceptado universalmente desde varios siglos como lengua escrita, administrativa, de la cultura y de los estudios, se impuso como principal lengua hablada también por las clases populares gracias a una progresiva y mejor alfabetización y a la difusión de los medios de comunicación de masas.

## Uso actual
La solución para la llamada "cuestión de la lengua" que había preocupado a Manzoni vino de la radio y, sobre todo, de la televisión. La popularización de estos medios de comunicación de masas fue uno de los principales factores que llevó el italiano hablado también entre las clases más desfavorecidas, o no alfabetizadas, de todo el país. Durante el mismo periodo, muchos sureños emigraron al norte, de la misma manera que muchos norteños abandonaron las zonas rurales para mudarse en las ciudades más industrializadas del país, en ambos casos en busca de trabajo.
Los sindicatos de gran alcance, que querían mantener a los trabajadores unidos, hicieron una exitosa campaña para promover la alfabetización y el uso del italiano hablado también en contextos informales. Esta campaña permitió a los trabajadores no alfabetizados de todo el país integrarse más fácilmente entre ellos utilizando exclusivamente el italiano estándar. La gran cantidad de matrimonios entre italianos provenientes de distintas regiones, especialmente en las grandes ciudades industriales como Milán y Turín, dio lugar, principalmente en el norte, a una generación que podía hablar solamente italiano estándar y entender, solamente en parte, algunos de los dialectos de sus padres.
Como resultado de estos fenómenos, los idiomas regionales están, hoy, más arraigados en el sur (donde no se produjo el fenómeno de la inmigración interna), en las áreas rurales (donde hubo menos influencia sindicalista) y entre las viejas generaciones de todo el país. El no poder hablar italiano es, todavía hoy, un estigma social, por ser sinónimo de analfabetismo o de escasa escolarización.
Por otro lado, el uso de los idiomas locales en la literatura es considerable. Las obras de Carlo Goldoni, en véneto, son un buen ejemplo de ello. En la música, el dialecto napolitano es la base de la música napolitana. Los diversos dialectos de Italia también se hablan en otros lugares del mundo por una considerable población de inmigrantes italianos, como los citados anteriormente. También se utilizan palabras aisladas o frases muy breves provenientes de algunos de los dialectos más hablados, como el siciliano, el napolitano, el romano o el milanés: pues están incorporadas en el habla del resto de Italia, incluso en regiones lejanas a su lugar de origen, a causa de la difusión que personalidades de la televisión o diálogos de películas hicieron de ellas.

## Diáspora
Algunos dialectos italianos que casi se han extinguido en Italia; se han conservado, sin embargo, en varias de las principales ciudades de Canadá y Estados Unidos, entre las comunidades italianas que emigraron en América del Norte. Ello se debe, en gran parte, a los inmigrantes de mayor edad, normalmente con una escolarización y educación escasas, que abandonaron Italia durante y después de las guerras mundiales, de manera que mantuvieron poco contacto con su país natal y con el italiano hablado de forma estándar. Un gran número de dialectos en peligro de extinción han sobrevivido, pasando de generación en generación, y han mantenido innumerables arcaísmos, así como han adoptado las características lingüísticas y los préstamos lexicales del inglés americano, el inglés canadiense, el francés canadiense o el español hispanoamericano, dependiendo del lugar de residencia de los inmigrantes.
Algo similar sucede con otras comunidades italianas como las de Argentina, Uruguay, Venezuela y Brasil, en América del Sur, y otras mucho más pequeñas situadas en Oriente Medio, como en Egipto y el Líbano. La diáspora de italianos en Europa tiende a mantener mucho contacto con Italia y tiene un mayor acceso a los medios de comunicación italianos, cuyas emisiones son prácticamente en lengua estándar. En Argentina, con las migraciones italianas de finales del siglo XIX y principios del siglo XX, los dialectos italianos contribuyeron al lunfardo, una especie de argot primero usado por las clases de menores recursos y luego extendido a las clases altas principalmente en las ciudades portuarias de Rosario y Buenos Aires, aunque también, en menor medida, en la también portuaria Montevideo, en el vecino país de Uruguay. Siendo el lunfardo (término que se cree proviene de «lombardo») profusamente utilizado por los autores del tango, los dialectos italianos, por extensión, se hallan presentes en muchas de estas obras.

## Dialectos italianos y dialectos de Italia
Las lenguas romances propias de Italia - y, dentro de cada una de ellas los numerosos dialectos que estas poseen - pertenecen a dos grupos principales: el grupo italorromance y el grupo galoitálico, este último considerado de transición entre las lenguas italorromances propiamente dichas y las lenguas galorromances; además de estos dos, existen lenguas de otros dos grupos romances minoritarios y aislados entre sí: el de las lenguas retorromances y el de las lenguas romances insulares. La mayoría de estas variedades romances de Italia son llamadas dialetti (dialectos, en italiano), no porque  sean dialectos del italiano estándar, sino porque  no poseen una propia forma estandarizada. 
Con el tiempo, el uso de la lengua italiana estándar ha adquirido acentos particulares en cada región, por lo que estas variantes de italiano estándar, con acento regional, sí son dialectos en sentido usual, es decir, son dialectos del italiano o derivados del italiano, pero estas formas difieren notablemente de las lenguas regionales - y de los dialectos de estas -, las cuales son lenguas romances a todos los efectos, en la mayoría de los casos de la misma familia que el italiano, pero diferentes del italiano estándar. Por eso el uso del término «dialecto» es confuso y es preferible evitarlo, ya que puede conducir, a los lectores no familiarizados con la situación diglósica de Italia, a confundir los términos.

## Reconocimiento oficial
Por las razones anteriormente expuestas y, sobre todo, por la ausente estandarización, la mayoría de los dialectos y lenguas de Italia no recibe reconocimiento oficial, ni particulares tutelas, por parte del Estado italiano. La legislación italiana reconoce solo los siguientes dialectos y lenguas: el friulano (unos 650 000 hablantes) y el sardo (aproximadamente 1 000 000 de hablantes), ambos considerados idiomas autóctonos regionales y en régimen de cooficialidad con el italiano (respectivamente en las regiones de Friuli-Venecia Julia y en la de Cerdeña); mientras, el patois (dialecto galorromance del Valle de Aosta), los dialectos provenzales, el dialecto alguerés, los dialectos griegos y albaneses, todos ellos no autóctonos, son tutelados en sus respectivas áreas de difusión. En cambio, el alemán, el francés y el esloveno, gozan de un régimen de plena cooficialidad con el italiano respectivamente en la Provincia autónoma de Bolzano, en el Valle de Aosta y en varios municipios del Friuli-Venecia Julia.

## Lista de dialectos
- Italiano regional del norte
- Italiano regional del sur
- Italiano regional de Sicilia
- Italiano regional de Cerdeña